# Paccar
Paccar Inc. — американская компания, является третьим по величине производителем тяжёлых грузовиков в мире (после Daimler Truck и Volvo Trucks).
В числе крупнейших компаний США по размеру выручки в 2022 году (список Fortune 500) Paccar заняла 151-е место. В списке крупнейших публичных компаний мира Forbes Global 2000 за 2022 год Paccar заняла 492-е место.

## История
История компании началась со сталелитейного завода, открытого в 1904 году в городке Белвью близ Сиэтла; его основал Уильям Пиготт (William Pigott). Не найдя сбыта для первичной стали, завод в 1905 году на отдельном предприятии начал производство комплектующих к железнодорожным вагонам, а позже и самих вагонов; предприятие получило название Pacific Car & Foundry Company («Тихоокеанская компания вагонов и литья»). В 1934 году компания начала выпускать рефрижераторные вагоны, что приносило большую прибыль и позволило через два года купить автобусный завод Heisers Inc. В январе 1945 года был куплен производитель тяжёлых грузовиков Kenworth Motor Truck Corporation. В 1954 году подразделение автотранспорта было расширено покупкой Peterbilt Motors Company, а в 1958 году — Dart Truck Company, выпускавшей экскаваторы и самосвалы. В середине 1960-х годов были куплены канадский производитель лебёдок Gearmatic и компания Sicard, выпускавшая снегоуборочную технику.
В ноябре 1971 года была создана холдинговая компания PACCAR Inc., в феврале следующего года объединившая все компании в подчинении Pacific Car. В 1980 году был куплен британский производитель тяжёлых грузовиков Fodens Ltd. С ростом конкуренции в секторе тяжёлых грузовиков в США компании пришлось в 1986 году закрыть два завода; взамен была куплена компания Trico Industries, производившая оборудование для нефтедобывающей отрасли. В 1988 году были куплены две компании по розничной продаже автозапчастей (Auto Supply и Grand Auto, Inc.); из них было сформировано подразделение PACCAR Automotive, которое было продано в 1999 году. В 1995 году выручка достигла рекордного значения в 4,8 млрд долларов, чистая прибыль составила 253 млн долларов. В следующем году за 543 млн долларов был куплен нидерландский производитель грузовых автомобилей DAF Trucks, а в 1998 году — британская компания Leyland Trucks; часть средств для этих приобретений дала продажа Trico Industries.
В 2004 году компания получила заказ на 3000 грузовиков Kenworth от Interstate Equipment Leasing из Финикса. В 2005 году компания PACCAR расширила свои производственные мощности, построив завод Kenworth в Мексике и внедрив дополнительную роботизированную покраску, включая роботизированную покраску шасси, на своих предприятиях. Расширила свою глобальную сеть, открыв 130 новых дилерских центров по всему миру.
В 2006 году PACCAR начала сотрудничество с Cummins по установке их двигателей в грузовики Peterbilt и Kenworth в Северной Америке, а также открыла офис в Шанхае, начав экспансию в Азию. В 2007 году компания продолжила развитие, начав совместную разработку гибридных технологий с Eaton, построив центр дистрибуции запчастей в Венгрии и новый завод двигателей в Миссисипи. Кроме того, дочерняя компания PFS приобрела Truck Center Hauser.
В 2010 году в городе Колумбус (штат Миссисипи) был открыт завод по производству двигателей; до этого PACCAR использовала двигатели сторонних производителей, в частности Cummins. 
В 2011 году Peterbilt Motors и Sprint заключили партнёрское соглашение для предоставления клиентам мобильной связи через систему Peterbilt SmartNav, разработанную PACCAR навигационную и бизнес-технологическую систему для коммерческих автомобилей Peterbilt классов 5-8. В том же году Peterbilt Motors получила заказ на 1000 новых грузовиков модели 587 с сертификацией SmartWay от US Xpress Enterprises, частной компании-перевозчика грузовых автомобилей в США. Компания открыла технический центр в Индии совместно с KPIT,  приобрела дилерский центр Peterbilt в Джорджии, США, расширила сеть PACCAR Leasing и открыла офис продаж DAF Trucks в Москве. Кроме того, PACCAR анонсировала строительство завода по производству грузовиков в Бразилии, инвестировав 200 миллионов долларов.
В 2012 году PACCAR сфокусировалась на обновлении модельного ряда и расширении производства. Компания представила новые аэродинамичные грузовики Kenworth T680 и Peterbilt Model 579, а также начала строительство сборочного завода DAF в Понта-Гросса, Бразилия, который начал работу в 2013 году.
В 2014 году Kenworth расширил свою сеть обслуживания, открыв новые центры запчастей и сервиса в Лейк-Чарльз (Луизиана), Маккис-Рокс (Пенсильвания) и Уэст-Палм-Бич (Флорида). На европейском рынке наблюдалась консолидация: российская компания «Монополия» запланировала приобрести 700 грузовиков DAF XF, а венгерская Waberer's International — 1000 грузовиков DAF CF и XF. DAF также открыл офис в Стамбуле и представил новый 12-тонный грузовик LF Aerobody. Peterbilt представила обновленную модель 220 в среднем классе и новую конфигурацию кабины для модели 320.

## Собственники и руководство
- Марк Пиготт (Mark C. Pigott, род. 6 февраля 1954 года) — председатель совета директоров с 1997 года, до 2014 года также был главным исполнительным директором. Правнук основателя.
- Престон Фейт (R. Preston Feight) — главный исполнительный директор с июля 2019 года.
- Гарри Шипперс (Harrie C.A.M. Schippers) — президент и главный финансовый директор с января 2018 года.

## Деятельность
Подразделения по состоянию на 2021 год:
- Грузовые автомобили — производство грузовиков под брендами Kenworth, Peterbilt и DAF на заводах в США, Великобритании, Нидерландах, Канаде, Мексике, Бразилии и Австралии; также производство дизельных двигателей на заводах в США, Нидерландах и Бразилии. Компания занимает 30 % рынка тяжёлых грузовиков и 20 % рынка средних грузовиков в США и Канаде, в Европе — 16 % и 10 % соответственно. На подразделение приходится 71 % выручки компании.
- Запчасти — продажа запасных частей к своим грузовикам; 21 % выручки.
- Финансовые услуги — кредитование покупки и лизинг грузовиков в 26 странах Северной и Южной Америки, Европы и в Австралии; 7 % выручки.
- Прочая деятельность — производство промышленных лебёдок на 2 заводах в США под брендами Braden, Carco и Gearmatic; 1 % выручки.

Основными рынками являются США (53 % выручки) и страны Европы (27 % выручки). В Европе грузовики продаются под брендом DAF, кабины собираются на совместном предприятии с Renault.
|                     | 2010  | 2011  | 2012  | 2013  | 2014  | 2015  | 2016  | 2017  | 2018  | 2019  | 2020  | 2021  |
| ------------------- | ----- | ----- | ----- | ----- | ----- | ----- | ----- | ----- | ----- | ----- | ----- | ----- |
| Оборот              | 10,29 | 16,36 | 17,05 | 17,12 | 19,00 | 19,12 | 17,03 | 19,46 | 23,50 | 25,60 | 18,73 | 23,52 |
| Чистая прибыль      | 0,458 | 1,042 | 1,112 | 1,171 | 1,359 | 1,604 | 0,522 | 1,675 | 2,195 | 2,388 | 1,298 | 1,852 |
| Активы              | 14,23 | 17,17 | 18,63 | 20,73 | 20,62 | 21,11 | 20,64 | 23,24 | 25,48 | 28,36 | 28,26 | 29,30 |
| Собственный капитал | 5,358 | 5,364 | 5,847 | 6,634 | 6,753 | 6,940 | 6,778 | 8,051 | 8,593 | 9,706 | 10,39 | 11,44 |

## Дочерние компании
Основные дочерние компании по состоянию на 2021 год:
- Австралия: PACCAR Australia Pty. Ltd.; PACCAR Financial Pty. Ltd.
- Бельгия: DAF Trucks Vlaanderen N.V.; PACCAR Financial Belux BVBA
- Бразилия: DAF Caminhões Brasil Indústria Ltda.; PACCAR Participações Ltda.; Banco PACCAR S.A.
- Великобритания: DAF Trucks Limited (U.K.); PACCAR Trucks U.K. Ltd.; PACCAR Parts U.K. Limited; Leyland Trucks Limited; PACCAR Financial PLC
- Германия: DAF Trucks Deutschland GmbH; PACCAR Financial Deutschland GmbH; PACCAR Leasing GmbH;
- Испания: DAF Vehiculos Industriales S.A.U.; PACCAR Financial Espana S.L.U.
- Италия: DAF Veicoli Industriali S.P.A.; PACCAR Financial Italia S.r.l.
- Канада: PACCAR of Canada Ltd.; PACCAR Financial Services Ltd.; PACCAR Financial Ltd.
- Колумбия: PACCAR Colombia S.A.S.
- Мексика: PACCAR Mexico, S.A. de C.V.; Kenworth Mexicana, S.A. de C.V.; PACCAR Capital Mexico, S.A. de C.V.; PACCAR Parts Mexico, S.A. de C.V.; PacLease Mexicana, S.A. de C.V.; PACCAR Financial Mexico, S.A. de C.V.
- Нидерланды: DAF Trucks N.V.; PACCAR Holding B.V.; PACCAR Financial Europe B.V.; PACCAR Financial Holdings Europe B.V.; PACCAR Financial Nederland B.V.; PACCAR Financial Services Europe B.V.
- Норвегия: DAF Trucks Norge AS
- Панама: PACCAR Holdings Panamá, S.A.
- Польша: DAF Trucks Polska SP.Z.O.O.
- США: PACCAR Engine Company; PACCAR Winch Inc.; PACCAR Financial Corp.; PACCAR Sales North America, Inc.
- Франция: DAF Trucks France, S.A.R.L.; PACCAR Financial France S.A.S.

Приобретённая в 1980 году британская компания Foden была закрыта в 2006 году.